# جرج لازنبی
جرج رابرت لیزنبی (به انگلیسی: George Robert Lazenby) بازیگر استرالیایی و متولد ۵ سپتامبر ۱۹۳۹ در استرالیا است.
وی دومین جیمز باند سینما است. او فقط یک بار در این نقش در فیلم در خدمت سرویس‌مخفی علیاحضرت بازی کرد و به دلیل نبستن قرارداد با ایون پروداکشنز دوباره این نقش به شون کانری پیشنهاد شد.
جرج لیزنبی، مدل استرالیایی بود که نقش مأمور ۰۰۷ را در فیلم خدمت سرویس مخفی علیاحضرت (۱۹۶۹م-۱۳۴۹ش) را بازی کرد. تیموتی دالتون که خود بعدها بازی در این نقش را تجربه کرد، اعلام کرد که جورج برای بازی در این نقش بسیار جوان بوده. تنها تجربهٔ لیزنبی، تا آن زمان بازی در یک سری فیلم تبلیغ شکلات بود.
تست بازیگری وی رضایتبخش بود و به وی برای هفت فیلم پیشنهاد بازی داده شده بود. بعد از آنکه وکیلش وی را متقاعد نمود که بازی در این سری فیلم‌ها برای سال ۱۹۷۰ قدیمی شده و به درد وی نمی‌خورد، این فیلم تنها اثرش در سری فیلم‌های جیمز باند شد و از باقی آن‌ها کنار کشید.
نظرهایی که دربارهٔ لیزنبی منتشر می‌شد بسیار ناامید کننده بود. بسیاری عنوان می‌کردند که وی از فیزیک بدنی خوبی برخوردار است ولی دارای قیافه‌ای احمقانه در لباس جیمز باند بود.

## زندگی شخصی
در سال ۱۹۷۳، لازنبی با دوست دختر خود، کریسی تاونسون، یکی از اعضای خانواده گانت ازدواج کرد. آنها متعاقباً صاحب دو فرزند به نام‌های زاخاری و ملانی شدند. زاخاری در یازده سالگی به تومور بدخیم مغزی مبتلا شد و در ۱۹ سالگی درگذشت. ملانی یک دلال املاک در نیویورک شد.
در سال ۲۰۰۲ لازنبی با تنیسور سابق پام شرایور ازدواج کرد. آنها سه فرزند داشتند، از جمله دوقلوهایی که در سال ۲۰۰۵ زاده شدند. در آگوست ۲۰۰۸، گزارش شد که شرایور از لازنبی درخواست طلاق داده‌است. اسناد ثبت شده در دادگاه عالی لس آنجلس به «اختلافات آشتی ناپذیر» اشاره می‌کنند. طلاق آنها در ماه مه ۲۰۱۱ نهایی شد.

## زندگی اولیه
جورج رابرت لازنبی در ۵ سپتامبر ۱۹۳۹ در گولبرن، نیو ساوت ولز، در بیمارستان خصوصی اوادا، در خانواده کارگر راه‌آهن جورج ادوارد لازنبی و شیلا جوآن لازنبی (نام خواهر بودل)، که در یک فروشگاه خرده فروشی Fosseys کار می‌کردند، زاده شد. او در سال‌های ابتدایی به مدرسه دولتی گولبرن و تا سال ۱۹۵۴ به دبیرستان گولبرن رفت. خواهرش باربارا یک رقصنده ماهر بود. هنگامی که او جوان بود، پس از یک عمل جراحی که تنها نیمی از کلیه‌اش را داشت، ۱۸ ماه را در بیمارستان گذراند.
زمانی که لازنبی حدود ۱۴ سال داشت با خانواده اش از گولبرن به کوئینبیان نقل مکان کرد، جایی که پدرش فروشگاهی را اداره می‌کرد. او در ارتش استرالیا خدمت کرد، سپس به عنوان فروشنده خودرو و مکانیک کار کرد.

## مدل‌سازی
لازنبی در سال ۱۹۶۳ به لندن نقل مکان کرد تا زنی را که عاشق او شده بود تعقیب کند. او در فینچلی فروشنده ماشین‌های دست دوم شد و متعاقباً ماشین‌های جدیدی را در پارک لین فروخت، جایی که یک استعداد یاب او را دید که او را متقاعد کرد تا مدل شود. او به زودی ۲۵۰۰۰ پوند در سال (۵۱۵۰۰۰ پوند امروز) درآمد داشت. او به‌طور گسترده‌ای به دلیل تبلیغات برای میله‌های شکلات فرای شناخته شده بود. در سال ۱۹۶۶، او به عنوان مدل برتر سال انتخاب شد.

## جیمز باند
در سال ۱۹۶۸، پس از اینکه شان کانری نقش جیمز باند را ترک کرد، تهیه‌کننده آلبرت آر. بروکلی برای اولین بار با لازنبی ملاقات کرد، در حالی که آنها در همان آرایشگاه موهای خود را کوتاه می‌کردند. بروکلی بعداً او را در تبلیغات بیگ فرای دید و احساس کرد که احتمالاً می‌تواند یک باند باشد، بر این اساس او را به انجام یک تست صفحه‌نمایش دعوت کرد.
لازنبی با استفاده از چندین عنصر باند sartorial مانند ساعت مچی رولکس ساب مارینر و کت و شلوار Savile Row که توسط کانری سفارش داده شده بود، اما جمع‌آوری نشده بود، لباس پوشید.
بروکلی به او پیشنهاد تست داد. این موقعیت زمانی تثبیت شد که لازنبی به‌طور تصادفی یک کشتی‌گیر حرفه ای را که به عنوان هماهنگ‌کننده بدلکاری بازی می‌کرد به صورت مشت زد و  بروکلی را با توانایی اش در نمایش پرخاشگری تحت تأثیر قرار داد. کارگردان پیتر آر. هانت بعداً گفت:
ما کسی را می‌خواستیم که از اطمینان جنسی برخوردار باشد، و فکر می‌کنیم که این شخص دارای آن است. فقط صبر کنید تا زنان او را روی صفحه نمایش ببینند… من نمی‌گویم او یک بازیگر است. تفاوت زیادی بین یک بازیگر و یک ستاره سینما وجود دارد. آیا آنها گری کوپر را در زمانی که او یک برقکار بود پیدا نکردند؟
در ژوئیه ۱۹۶۹، پس از ساخت سرویس مخفی اعلیحضرت، لازنبی برای دیدن والدینش به خانه در Queanbeyan بازگشت. او گفت که ۱۸ فیلم برای بررسی دارد. او گفت: "اما همه اینها یک زباله تجاری است، مانند اینکه پسری که دختر را در پایان نبرد بریتانیا به دست آورده‌است." "فقط باید منتظر بمانم و ببینم." او همچنین به مطبوعات گفت: "من فکر نمی‌کنم هنوز برای چیزی مانند هملت آماده باشم، اما دوست دارم نقش ند کلی را بازی کنم."
لازنبی گفت که قصد دارد فیلم بعدی باند را بسازد که قرار بود مردی با تفنگ طلایی باشد. با این حال، تا نوامبر ۱۹۶۹، و قبل از اکران OHMSS، لازنبی گفت که دیگر نمی‌خواهد نقش باند دیگری بازی کند و گفت: «تهیه‌کنندگان به من این احساس را دادند که بی‌ذهن هستم. آنها همه چیزهایی را که من پیشنهاد می‌کردم نادیده می‌گرفتند، زیرا من انجام نداده بودم. برای حدود هزار سال مانند آنها در تجارت فیلم بوده‌است.»
این نقش، شان کانری را میلیونر کرد. این باعث شد شان کانری… من واقعاً نمی‌دانم در ذهن جورج چه می‌گذرد، بنابراین می‌توانم فقط از واکنش خودم صحبت کنم. به نظر من این یک حرکت بسیار احمقانه است. من فکر می‌کنم اگر او می‌تواند کارآموزی را تحمل کند، کاری که همه در این تجارت باید انجام دهند - باید آن را انجام دهند، باید آن را آرام و با فروتنی انجام دهند. همه باید این کار را انجام دهند. موفقیت‌های فوری در تجارت فیلم وجود دارد. و موفقیت‌های آنی که معمولاً فرد با کسی که به هر حال مایل به یادگیری است مرتبط می‌کند.
همچنین از ریگ نقل شده‌است که می‌گوید: «من دیگر نمی‌توانم وسواس او را با خودش تأمین کنم. او کاملاً غیرقابل باور است… خونین غیرممکن است.»
دزموند لولین (بازیگر نقش کیو در ۱۷ فیلم باند) گفت: «من یک پرده بر روی دختر می‌کشم.» «چطور می‌توان انتظار داشت کسی که قبلاً هرگز بازی نکرده‌است، نقش اصلی را بر عهده بگیرد؟»
لازنبی ریش و موهای بلند داشت. او اعلام کرد: «باند یک آدم بی‌رحم است… من قبلاً او را پشت سر گذاشته‌ام. دیگر هرگز نقش او را بازی نخواهم کرد. صلح - این پیام اکنون است.»
او گفت:
من یک فروشنده ماشین بودن را به یک جیمز باند کلیشه ای ترجیح می‌دهم. پدر و مادرم فکر می‌کنند من دیوانه هستم، همه فکر می‌کنند من دیوانه هستم که شاید میلیون‌ها پوند را از دست بدهم. هیچ‌کس حرفم را باور نکرد آنها فکر می‌کردند که این یک ترفند تبلیغاتی است. اما این فقط من هستم که کار خودم را انجام می‌دهم.
او بعداً توضیح داد:
فانتزی برام جالب نیست واقعیت انجام می‌دهد. هر کسی که با بچه‌ها در تماس است می‌داند چه اتفاقی می‌افتد، حال و هوا را می‌داند. موسیقی پاپ را تماشا کنید و یاد بگیرید که چه اتفاقی قرار است بیفتد. اکثر فیلمسازان تماشا نمی‌کنند و در تماس نیستند. مردم به فیلم نمی‌روند زیرا فیلمسازان فیلم‌هایی را منتشر می‌کنند که مردم دوست ندارند ببینند. در مورد به اصطلاح «فیلم‌های فردا»، آن‌ها فقط فیلم‌های فردا هستند با کارگردان‌های دیروز… بازیگران آنقدرها هم مهم نیستند. کارگردانان هستند. من به شدت تحت تأثیر دنیس هاپر هستم. من می‌خواهم برای او کار کنم. من آرتور پن، جان شلزینگر و پیتر یتس را نیز دوست دارم… کاری که قرار است انجام دهم این است که اول به دنبال یک کارگردان عالی باشم، در مرحله دوم یک فیلمنامه خوب. در همین حال، دیگر باند نیست. من از تبلیغات تجاری درآمد بهتری به دست می‌آورم.
در زمان انتشار OHMSS، عملکرد لازنبی نقدهای متفاوتی دریافت کرد. برخی احساس می‌کردند که در حالی که او از نظر فیزیکی قانع کننده بود، برخی از لباس‌های او نامناسب بودند - به گفته برخی «بیش از حد بلند» - و او خطوط خود را ضعیف ارائه می‌کرد.
با این حال، دیگران دیدگاه‌های متفاوتی را در دهه‌های پس از فیلم ایجاد کرده‌اند. لی فایفر و دیو ورل در کتاب جیمز باند ضروری در سال ۱۹۹۸ می‌نویسند:
اگرچه OHMSS به‌طور معمول توسط منتقدانی که از لازنبی به عنوان جانشین شجاع اما ناامیدکننده کانری یاد می‌کردند، رد می‌شد، اما سال‌های میانی به‌طور قابل توجهی هم نسبت به فیلم و هم با ستاره آن مهربان‌تر بوده‌است. در واقع، به دلیل کارگردانی الهام‌گرفته از پیتر هانت، OHMSS به‌طور کلی در میان فیلم‌های برتر با طرفداران قرار می‌گیرد. به همین ترتیب، Lazenby به عنوان یک مشارکت کننده بسیار محبوب در سریال ظاهر شد و در طول حضور خود در رویدادهای مرتبط با باند از مخاطبان مشتاق زیادی برخوردار بود. به‌طور خلاصه، OHMSS در نوع خود یک تریلر درخشان است و به‌طور موجهی در میان بهترین فیلم‌های باند ساخته شده قرار می‌گیرد.
راجر مور در تفسیر خود برای انتشار DVD مردی با تفنگ طلایی در سال ۲۰۰۷ به لازنبی اشاره کرد:
من ایمیل زیادی با جورج لازنبی دارم. او به نوعی در مدار جوک است … که ما به سادگی برای یکدیگر جوک می‌فرستیم. OHMSS – فیلم بسیار خوب ساخته شده – پیتر هانت – عالی، عالی، موارد مبارزه عالی، جلوه‌های برفی عالی … اما من فکر می‌کنم نتیجه نهایی برای جورج این بود که یکی از بهترین Bonds بود.
کانری در رستورانی به لازنبی گفت: «تو خوب بودی».
بروکلی مدت کوتاهی پس از اکران فیلم به مطبوعات گفت:
من با مطبوعات موافق نیستم. من فکر می‌کنم آنها باید A را برای تلاش به او می‌دادند. درست است که او اولیویه نیست، اما اولیویه در هیچ شرایطی نمی‌توانست نقش باند را بازی کند… مادر جان آسپینال، لیدی آزبورن به من گفت که فکر می‌کند او بهترین باند است.
بروکلی اعتراف کرد که نگرش لازنبی پس از فیلم آزاردهنده بود:
من باورنکردنی می‌دانم که نمی‌توان به نقش آلو احترام گذاشت. ما جورج را انتخاب کردیم زیرا از نظر هیکل و ظاهر و راه رفتنش بهترین نامزد بود. او مردانگی را داشت. با نگاهی به فیلم، آن را در یک عبارت قدیمی اسپانیایی قرار می‌دهیم، می‌توان آرزو کرد که ای کاش کوژون‌های کمتر و جذابیت بیشتری داشت.
اگرچه به لازنبی برای هفت فیلم پیشنهاد شده بود، اما ایجنتش، رونان اوراهیلی، او را متقاعد کرد که مأمور مخفی در دهه ۱۹۷۰ آزاد شده‌است، و در نتیجه او پس از انتشار سریال On Her Majesty's Secret Service سریال را ترک کرد. در سال ۱۹۶۹. پس از این نقش، لازنبی ادعا می‌شود که تحصیل درام را در کالج Bede دانشگاه دورهام آغاز کرده‌است.
لازنبی چندین بار در طول سال‌ها جیمز باند را در نقش‌های تقلید و غیررسمی ۰۰۷ به تصویر کشیده‌است، به‌ویژه فیلم تلویزیونی بازگشت مرد از U.N.C.L.E در سال ۱۹۸۳. (که در آن شخصیت او فقط با حروف اول J.B مشخص می‌شود)، بازی ویدیویی فاکس هانت ۱۹۹۶و یک قسمت از The New Alfred Hitchcock Presents، با عنوان "الماس‌ها برای همیشه نیستند". در سال ۲۰۱۲، لازنبی به عنوان مهمان در سریال کمدی کانادایی این ساعت ۲۲ دقیقه حضور پیدا کرد، و سریال ۰۰۷ را در طرحی به نام "کمک کن، من آسمانی شده‌ام و نمی‌توانم بلند شوم" را جعل کرد. لازنبی در سالهای بعد از فیلم تمام شده تعریف کرد. "در گذشته به خوبی انجام شد. نمی‌توانم بگویم ریچارد برتون بودم یا بازیگر بزرگی در آن بودم زیرا اولین تجربه بازیگری من بود، اما من این نقش را انجام دادم. اجرای نقش بعد از شان کانری سخت بود زیرا او خوب بود. من او را دوست داشتم. شما باید بفهمید که داستان خوب بود، و محتوایی داشت، در حالی که بیشتر آنها، من از گفتن آن متنفرم.»